# Argentinië op de Olympische Zomerspelen 1952
Argentinië nam deel aan de Olympische Zomerspelen 1952 in Helsinki, Finland. Er werden twee gouden medailles minder gewonnen in vergelijking met de vorige editie in Londen.

## Medailles

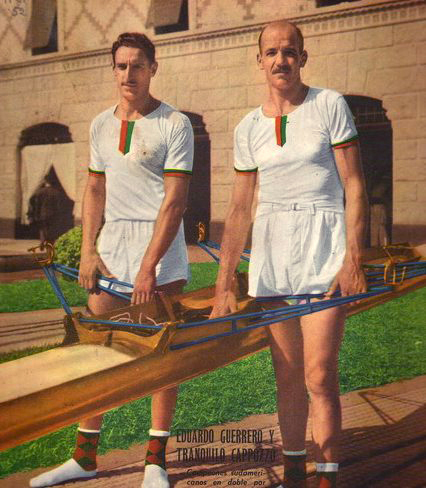
Tranquilo Cappozzo en Eduardo Guerrero na het winnen van de gouden medaille

| Sport         | Olympiër                            | Onderdeel       | Medaille |
| ------------- | ----------------------------------- | --------------- | -------- |
| Roeien        | Tranquilo Cappozzo Eduardo Guerrero | dubbel-twee (m) | Goud     |
| Atletiek      | Reinaldo Gorno                      | marathon (m)    | Zilver   |
| Boksen        | Antonio Pacenza                     | -81kg (m)       | Zilver   |
| Boksen        | Eladio Oscar Herrera                | -71kg (m)       | Brons    |
| Gewichtheffen | Humberto Selvetti                   | +90kg (m)       | Brons    |

## Resultaten

### Atletiek
| Olympiër                                                    | Discipline            | Resultaat | Prestatie                                                                                       |
| ----------------------------------------------------------- | --------------------- | --------- | ----------------------------------------------------------------------------------------------- |
| Mariano Acosta                                              | 100m (m)              | 66e       | serie 7: 6e in 11,58                                                                            |
| Enrique Beckles                                             | 100m (m)              | DSQ       | serie 9: gediskwalificeerd                                                                      |
| Romeo Galán                                                 | 100m (m)              | 20e       | serie 4: 2e in 11,11 kwartfinale 3: 5e in 11,08                                                 |
| Enrique Beckles                                             | 200m (m)              | 57e       | serie 7: 3e in 22,73                                                                            |
| Gerardo Bönnhoff                                            | 200m (m)              | 6e        | serie 1: 1e in 21,72 kwartfinale 4: 1e in 21,67 halve finale 2: 3e in 21,75 finale: 6e in 21,59 |
| Mariano Acosta Enrique Beckles Gerardo Bönnhoff Romeo Galán | 4x100m (m)            | 7e        | serie 3: 3e in 41,5 halve finale 1: 4e in 41,4                                                  |
| Delfo Cabrera                                               | marathon (m)          | 6e        | 2:26.42,6                                                                                       |
| José Fernández                                              | marathon (m)          | DNF       | niet gefinisht                                                                                  |
| Reinaldo Gorno                                              | marathon (m)          | Zilver    | 2:25.35,0                                                                                       |
| Guillermo Weller                                            | 50km snelwandelen (m) | DNF       | niet gefinisht                                                                                  |
| Ricardo Héber                                               | speerwerpen (m)       | 15e       | kwalificatie A: 8e met 64,82m finale: 15e met 62,82m                                            |
|                                                             |                       |           |                                                                                                 |
| Lilian Buglia                                               | 100m (v)              | 27e       | serie 4: 3e in 12,3                                                                             |
| Ana Fontan                                                  | 100m (v)              | 47e       | serie 7: 5e in 12,9                                                                             |
| Lilian Heinz                                                | 100m (v)              | 43e       | serie 1: 3e in 12,7                                                                             |
| Gladys Erbetta                                              | 200m (v)              | 28e       | serie 1: 4e in 25,6                                                                             |
| Lilian Heinz                                                | 200m (v)              | 31e       | serie 5: 4e in 25,8                                                                             |
| Lilian Buglia Gladys Erbetta Ana María Fontán Lilian Heinz  | 4x100m (v)            | 11e       | serie 1: 3e in 47,9                                                                             |
| Lilián Buglia                                               | verspringen (v)       | 27e       | kwalificatie A: 13e met 5.25m                                                                   |
| Gladys Erbetta                                              | verspringen (v)       | 18e       | kwalificatie A: 5e met 5,51m finale: 18e met 5,47m                                              |
| Ingeborg Mello                                              | kogelstoten (v)       | 19e       | kwalificatie: 19e met 10,82m                                                                    |
| Ingeborg Pfüller                                            | kogelstoten (v)       | 15e       | kwalificatie: 15e met 11,85m                                                                    |
| Ingeborg Mello                                              | discuswerpen (v)      | 12e       | kwalificatie: 5e met 40,91m finale: 12e met 39,04m                                              |
| Ingeborg Pfüller                                            | discuswerpen (v)      | 7e        | kwalificatie: 16e met 36,61m finale: 7e met 41,73m                                              |

### Basketbal
| Olympiër | Discipline | Resultaat | Prestatie |
| --- | ---------- | --------- | --- |
| Leopoldo Contarbio Hugo del Vecchio Oscar Furlong Juan Gazsó Ricardo González Rafael Lledó Alberto López Rubén Menini Omar Monza Rubén Pagliari Raúl Pérez Varela Ignacio Poletti Juan Uder Roberto Viau | mannen     | 4e        | 1e ronde: 1e V van Filipijnen: 85-59 W van Canada: 82-81 W van Brazilië: 72-56 kwartfinale: 2e W van Bulgarije: 100-56 W van Frankrijk: 61-52 V van Uruguay: 66-65 halve finale: V van Verenigde Staten: 76-85 bronzen finale: V van Uruguay: 59-68 |

| 1e ronde Groep 3 |            |             |             |             |            |            |            |        |
| #                | Land       | Wedstrijden | Wedstrijden | Wedstrijden | Doelpunten | Doelpunten | Doelpunten | Punten |
| #                | Land       | G           | W           | V           | V          | T          | Saldo      | Punten |
| 1                | Argentinië | 3           | 3           | 0           | 239        | 196        | +43        | 6      |
| 2                | Brazilië   | 3           | 2           | 1           | 184        | 179        | +5         | 5      |
| 3                | Filipijnen | 3           | 1           | 2           | 192        | 221        | -29        | 4      |
| 4                | Canada     | 3           | 0           | 3           | 201        | 220        | -19        | 3      |

| Kwartfinale Groep A |            |             |             |             |            |            |            |        |
| #                   | Land       | Wedstrijden | Wedstrijden | Wedstrijden | Doelpunten | Doelpunten | Doelpunten | Punten |
| #                   | Land       | G           | W           | V           | V          | T          | Saldo      | Punten |
| 1                   | Uruguay    | 3           | 2           | 1           | 194        | 187        | +13        | 5      |
| 2                   | Argentinië | 3           | 2           | 1           | 226        | 174        | +52        | 5      |
| 3                   | Bulgarije  | 3           | 1           | 2           | 177        | 220        | -43        | 4      |
| 4                   | Frankrijk  | 3           | 1           | 2           | 178        | 194        | -16        | 4      |

### Boksen
| Olympiër               | Discipline  | Resultaat | Prestatie |
| ---------------------- | ----------- | --------- | --- |
| Alberto Barenghi       | -51kg (m)   | 15e       | 1e ronde: V van SWE Johansson: 1-2 |
| Romulo Pares           | -54kg (m)   | 17e       | 1e ronde: V van RSA von Gravenitz: 1-2 |
| Angel Leyes            | -57kg (m)   | 17e       | 1e ronde: V van PAK Greave: knock-out |
| Americo Bonetti        | -60kg (m)   | 5e        | 1e ronde: W van RSA von Rensburg: 3-0 2e ronde: W van AUT Potesil: 3-0 kwartfinale: V van ROU Fiat: 1-2                                                    |
| Oscar Juan Galardo     | -63,5kg (m) | 17e       | 1e ronde: V van GBR Waterman: 1-2 |
| Marcos Sarfatti        | -67kg (m)   | 17e       | 1e ronde: V van URS Scherbakov |
| Eladio Oscar Herrera   | -71kg (m)   | Brons     | 1e ronde: W van IRI Saginian: 3-0 2e ronde: W van AUT Hamberger: 3-0 kwartfinale: W van ITA Mazzinghi: gediskwalificeerd halve finale: V van HUN Papp: 0-3 |
| Hector Julian Maturano | -75kg (m)   | 17e       | 1e ronde: V van TCH Koutný: 1-2 |
| Antonio Pacenza        | -81kg (m)   | Zilver    | 1e ronde: vrij 2e ronde: W van SWE Storm: 2-1 kwartfinale: W van BRA Grotone: 3-0 halve finale: W van URS Perov: 3-0 finale: V van USA Pacenza: 0-3        |
| José Victorio Sartor   | +81kg (m)   | 17e       | 1e ronde: V van GBR Hearn: 1-2 |

### Gewichtheffen
| Olympiër            | Discipline  | Resultaat | Prestatie                                                                             |
| ------------------- | ----------- | --------- | ------------------------------------------------------------------------------------- |
| Ángel Sposato       | -75kg (m)   | 7e        | drukken: 7e met 107,5kg trekken: 7e met 110kg stoten: 8e met 140kg totaal: 357,5kg    |
| Osvaldo Forte       | -82,5kg (m) | 7e        | drukken: 11e met 112,5kg trekken: 7e met 115kg stoten: 6e met 155kg totaal: 382,5kg   |
| Francisco Rensonnet | -90kg (m)   | 7e        | drukken: 11e met 107,5kg trekken: 8e met 112,5kg stoten: 6e met 150kg totaal: 370,0kg |
| Norberto Ferreira   | +90kg (m)   | 6e        | drukken: 4e met 140kg trekken: 8e met 115,0kg stoten: 5e met 155kg totaal: 410,0kg    |
| Humberto Selvetti   | +90kg (m)   | Brons     | drukken: 1e met 150kg trekken: 5e met 120,0kg stoten: 3e met 162,5kg totaal: 432,5kg  |

### Moderne vijfkamp
| Olympiër                                   | Discipline | Resultaat | Prestatie |
| ------------------------------------------ | ---------- | --------- | --- |
| Jorge Cáceres                              | mannen     | 34e       | paardensport: 33e in 10.56,6 (78 punten) schermen: 39e met 18 overwinningen schietsport: 14e met 182 punten zwemmen: 28e in 5.02,5 atletiek: 38e in 16.59,7 totaal: 152 punten |
| Luis Ribera                                | mannen     | 16e       | paardensport: 5e in 9.33,5 (100 punten) schermen: 31e met 20 overwinningen schermen: 33e met 176 punten zwemmen: 13e in 4.32,6 atletiek: 18e in 15.49,7 totaal: 100 punten     |
| Carlos Velázquez                           | mannen     | 24e       | paardensport: 17e in 9.32,6 (97 punten) schermen: 33e met 20 overwinningen schietsport: 7e met 186 punten zwemmen: 41e in 5.35,7 atletiek: 25e in 16.01,2 totaal: 123 punten   |
| Jorge Cáceres Luis Ribera Carlos Velázquez | team (m)   | 8e        | 355 punten |

### Paardensport
| Olympiër                                                    | Discipline                 | Resultaat | Prestatie |
| ----------------------------------------------------------- | -------------------------- | --------- | --- |
| Jorge Cánaves                                               | eventing individueel       | DSQ       | dressuur: 34e met 150,66 strafpunten crosscountry: gediskwalificeerd                                                                 |
| Pedro Mercado                                               | eventing individueel       | 4e        | dressuur: 22e met 130,80 strafpunten crosscountry: 3e met 78 punten springconcours: 10e met 10 strafpunten totaal: 62,80 strafpunten |
| Carlos Villanueva                                           | eventing individueel       | DSQ       | dressuur: 16e met 124,66 strafpunten crosscountry: gediskwalificeerd                                                                 |
| Sergio Dellachá                                             | springconcours individueel | 7e        | 1e ronde: 8 strafpunten 2e ronde: 4 strafpunten totaal: 12 strafpunten                                                               |
| Argentino Molinuevo Sr.                                     | springconcours individueel | 7e        | 1e ronde: 4 strafpunten 2e ronde: 8 strafpunten totaal: 12 strafpunten                                                               |
| Julio César Sagasta                                         | springconcours individueel | 38e       | 1e ronde: 16 strafpunten 2e ronde: 20,75 strafpunten totaal: 36,75 strafpunten                                                       |
| Sergio Dellachá Argentino Molinuevo Sr. Julio César Sagasta | springconcours team        | 7e        | 60,75 strafpunten |

### Roeien
| Olympiër                                                               | Discipline      | Resultaat | Prestatie                                                                        |
| ---------------------------------------------------------------------- | --------------- | --------- | -------------------------------------------------------------------------------- |
| Tranquilo Cappozzo Eduardo Guerrero                                    | dubbel-twee (m) | Goud      | serie 4: 1e in 7.04,4 halve finale 2: 1e in 7.23,1 finale: 1e in 7.32,2          |
| Óscar Almirón Alberto Madero                                           | twee-zonder (m) | 6e        | serie 3: 2e in 8.02,02 halve finale 1: 4e in 7.59,8 herkansingen 2: 2e in 7.41,0 |
| Alfredo Czerner Juan Ecker Jorge Schneider Roberto Suárez Jorge Arripe | vier-met (m)    | 11e       | serie 4: 2e in 7.24,4 halve finale 1: 4e in 7.14,6 herkansingen 2: 3e in 7.14,8  |

### Schermen
| Olympiër                                                             | Discipline      | Resultaat | Prestatie |
| -------------------------------------------------------------------- | --------------- | --------- | --- |
| Santiago Massini                                                     | degen (m)       | 61e       | serie 4: 6e (2-5) |
| Enrique Rettberg                                                     | degen (m)       | 57e       | serie 5: 6e (2-4) |
| Vito Simonetti                                                       | degen (m)       | 61e       | serie 2: 6e (2-5) |
| Félix Galimi                                                         | floret (m)      | 30e       | serie 2: 3e (4-1) 2e ronde 2: 6e (2-4) |
| Fulvio Galimi                                                        | floret (m)      | 27e       | serie 4: 4e (3-2) 2e ronde 3: 4e (2-4) |
| José Rodríguez                                                       | floret (m)      | 41e       | serie 6: 5e (3-3) |
| Félix Galimi Fulvio Galimi José Rodríguez Eduardo Sastre             | floret team (m) | 5e        | 1e ronde: 1e W van URS: 8-8 (65-54) kwartfinale 3: 2e W van Hongarije: 9-7 V van Verenigde Staten: 7-9 W van Duitsland: 11-5 halve finale 2: 3e V van Frankrijk: 2-9 V van Egypte: 7-9 |
| José D'Andrea                                                        | sabel (m)       | 34e       | serie : 1e (5-1) 2e ronde 1: 7e (1-6) |
| Edgardo Pomini                                                       | sabel (m)       | 39e       | serie 1: 3e (4-3) 2e ronde 2: 8e (0-7) |
| Daniel Sande                                                         | sabel (m)       | 11e       | serie 5: 4e (3-3) 2e ronde 4: 4e (5-2) halve finale 1: 4e (2-3) |
| Félix Galimi Fulvio Galimi José D'Andrea Edgardo Pomini Daniel Sande | sabel team (m)  | 10e       | 1e ronde: 1e W van Portugal: 9-5 W van Saarland: 12-4 kwartfinale 1: 3e V van Italië: 1-9 V van Groot-Brittannië: 7-9                                                                  |
|                                                                      |                 |           | |
| Elsa Irigoyen                                                        | floret (v)      | 23e       | serie 6: 3e (3-2) kwartfinale 4: 6e (0-4) |

### Schietsport
| Olympiër                           | Discipline                  | Resultaat | Prestatie   |
| ---------------------------------- | --------------------------- | --------- | ----------- |
| Pablo Cagnasso                     | 300m geweer 3 houdingen (m) | 9e        | 1092 punten |
| David Schiaffino                   | 300m geweer 3 houdingen (m) | 13e       | 1074 punten |
| Carlos Choque                      | 50m pistool (m)             | 31e       | 515 punten  |
| Oscar Cervo                        | 25m snelvuurpistool (m)     | 10e       | 571 punten  |
| Carlos Enrique Díaz Sáenz Valiente | 25m snelvuurpistool (m)     | 4e        | 577 punten  |
| Juan de Giacomo                    | 300m geweer 3 houdingen (m) | 25e       | 175 punten  |
| Fulvio Rocchi                      | 300m geweer 3 houdingen (m) | 40e       | 109 punten  |

### Turnen
| Olympiër      | Discipline               | Resultaat | Prestatie |
| ------------- | ------------------------ | --------- | --- |
| César Bonoris | vloer (m)                | 161e      | 1e ronde: 7,00 punten 2e ronde: 7,90 punten totaal: 14,90 punten |
| Juan Caviglia | vloer (m)                | 45e       | 1e ronde: 8,80 punten 2e ronde: 9,30 punten totaal: 18,10 punten |
| César Bonoris | sprong (m)               | 168e      | 1e ronde: 8,95 punten 2e ronde: 6,50 punten totaal: 15,45 punten |
| Juan Caviglia | sprong (m)               | 135e      | 1e ronde: 8,40 punten 2e ronde: 8,85 punten totaal: 17,25 punten |
| César Bonoris | paard met bogen (m)      | 177e      | 1e ronde: 3,00 punten 2e ronde: 7,05 punten totaal: 10,05 punten |
| Juan Caviglia | paard met bogen (m)      | 127e      | 1e ronde: 7,45 punten 2e ronde: 7,70 punten totaal: 15,15 punten |
| César Bonoris | ringen (m)               | 144e      | 1e ronde: 8,05 punten 2e ronde: 7,75 punten totaal: 15,80 punten |
| Juan Caviglia | ringen (m)               | 136e      | 1e ronde: 7,85 punten 2e ronde: 8,10 punten totaal: 15,95 punten |
| César Bonoris | brug (m)                 | 130e      | 1e ronde: 8,75 punten 2e ronde: 7,85 punten totaal: 16,60 punten |
| Juan Caviglia | brug (m)                 | 166e      | 1e ronde: 7,90 punten 2e ronde: 6,75 punten totaal: 14,65 punten |
| César Bonoris | rekstok (m)              | 131e      | 1e ronde: 8,00 punten 2e ronde: 8,00 punten totaal: 16,00 punten |
| Juan Caviglia | rekstok (m)              | 151e      | 1e ronde: 6,90 punten 2e ronde: 7,85 punten totaal: 14,75 punten |
| César Bonoris | individuele meerkamp (m) | 157e      | totaal: 88,80 punten vloer: 161e met 14,90 punten brug: 130e met 16,60 punten paard met bogen: 177e met 10,05 punten ringen: 144e met 15,80 punten sprong: 168e met 15,45 punten rekstok: 131e met 16,00 punten |
| Juan Caviglia | individuele meerkamp (m) | 132e      | totaal: 95,85 punten vloer: 45e met 18,10 punten brug: 166e met 14,65 punten paard met bogen: 127e met 15,15 punten ringen: 136e met 15,95 punten sprong: 135e met 17,25 punten rekstok: 151e met 14,75 punten  |

### Waterpolo
| Olympiër | Discipline | Resultaat | Prestatie                                                                    |
| --- | ---------- | --------- | ---------------------------------------------------------------------------- |
| Osvaldo Codaro Luis Díez Luis González Rubén Maidana Roberto Marino Luis Normandín Mario Sebastián Ladislao Szabo Carlos Visentín Marcelo Visentín | mannen     | 13e       | groepsfase: 4e V van Nederland: 3-9 V van Joegoslavië: 1-9 V van Zweden: 2-7 |

| Groep C |             |             |             |             |             |            |            |            |        |
| #       | Land        | Wedstrijden | Wedstrijden | Wedstrijden | Wedstrijden | Doelpunten | Doelpunten | Doelpunten | Punten |
| #       | Land        | G           | W           | G           | V           | V          | T          | Saldo      | Punten |
| 1       | Joegoslavië | 3           | 3           | 0           | 0           | 20         | 3          | +17        | 6      |
| 2       | Nederland   | 3           | 2           | 0           | 1           | 17         | 6          | +11        | 4      |
| 3       | Zweden      | 3           | 1           | 0           | 2           | 9          | 18         | -9         | 0      |
| 4       | Argentinië  | 3           | 0           | 0           | 3           | 6          | 25         | -19        | 0      |

### Wielersport
| Olympiër                                              | Discipline               | Resultaat | Prestatie                                                |
| ----------------------------------------------------- | ------------------------ | --------- | -------------------------------------------------------- |
| Antonio Giménez                                       | sprint (m)               | 7e        | serie 4: 1e in 12,8 kwartfinale 4: 2e herkansingen 2: 2e |
| Oscar Giacché Oscar Pezoa Pedro Salas Rodolfo Caccavo | ploegenachtervolging (m) | 9e        | kwalificatie: 9e in 4.55,2                               |
| Clodomiro Cortoni                                     | 1000m tijdrit (m)        | 4e        | 1.13,2                                                   |

### Worstelen
| Olympiër           | Discipline     | Resultaat      | Prestatie |
| Grieks-Romeins     | Grieks-Romeins | Grieks-Romeins | Grieks-Romeins |
| ------------------ | -------------- | -------------- | --- |
| Adolfo Ramírez     | +87kg (m)      | 10e            | 1e ronde: V van GRE Georgoulis: fall                                                                                             |
| Vrije stijl        |                |                | |
| Omar Blebel        | -57kg (m)      | 14e            | 1e ronde: V van GBR Irvine: 0-3 2e ronde: V van SWE Vesterby: fall                                                               |
| Próspero Mammana   | -62kg (m)      | 11e            | 1e ronde: W van AUS Elliott: 3-0 2e ronde: V van HUN Hoffmann: fall 3e ronde: W van ITA Randi: 2-1                               |
| Osvaldo Blasi      | -67kg (m)      | 11e            | 1e ronde: W van GUA Pérez: 3-0 2e ronde: V van AUS Garrard: 0-3 3e ronde: V van USA Evans: 0-3                                   |
| Alberto Longarella | -73kg (m)      | 4e             | 1e ronde: W van CAN Mohammed: 2-1 2e ronde: W van MEX Rosado: fall 3e ronde: V van USA Smith: 0-3 4e ronde: W van TCH Sekal: 2-1 |
| León Genuth        | -79kg (m)      | 6e             | 1e ronde: W van FIN Lahti: 2-1 2e ronde: W van ITA Lepri: fall 3e ronde: V van IRI Takhti: fall 4e ronde: V van GER Gocke: 1-2   |
| Adolfo Ramírez     | +87kg (m)      | 10e            | 1e ronde: V van GBR Richmond: fall 2e ronde: V van SWE Antonsson: fall                                                           |

### Zeilen
| Olympiër                                                                                              | Discipline       | Resultaat | Prestatie                            |
| --- | ---------------- | --------- | ------------------------------------ |
| Carlos Miguel Benn Pott                                                                               | finn (m)         | 25e       | 1104 punten: (22-25-DNF-24-24-22-22) |
| Jorge Emilio Brauer Alfredo Vallebona                                                                 | star (m)         | 16e       | 1833 punten: (10-19-DNF-13-11-11-17) |
| Roberto Sieburger Jorge del Río Sálas H. Campi                                                        | drakenklasse (m) | 4e        | 5351 punten: (7-2-2-4-2-2-7)         |
| Rodolfo Albino Vollenweider Tomas Galfrascoli Ludovico Enrique Kempter                                | 5,5m klasse (m)  | 5e        | 3982 punten: (3-9-4-7-2-7-6)         |
| Enrique Sieburger, Sr. Rufino Rodríguez de la Torre Werner von Foerster Horacio Monti Hércules Morini | 6m klasse (m)    | 5e        | 3393 punten: (6-2-4-6-5-2-8)         |

### Zwemmen
| Olympiër                                                       | Discipline            | Resultaat | Prestatie                                                               |
| -------------------------------------------------------------- | --------------------- | --------- | ----------------------------------------------------------------------- |
| Marcello Trabucco                                              | 100m vrije slag (m)   | 31e       | serie 7: 4e in 1.01,5                                                   |
| Federico Zwanck                                                | 100m vrije slag (m)   | 26e       | serie 4: 4e in 1.01,2                                                   |
| Carlos Alberto Bonacich                                        | 100m vrije slag (m)   | 34e       | serie 5: 4e in 5.06,3                                                   |
| Alfredo Yantorno                                               | 100m vrije slag (m)   | DNF       | serie 7: 4e in 4.54,5 halve finale 2: niet gestart                      |
| Federico Zwanck                                                | 100m vrije slag (m)   | 27e       | serie 3: 5e in 4.56,4                                                   |
| Pedro Galvão                                                   | 100m rugslag (m)      | 5e        | serie 2: 1e in 1.08,1 halve finale 2: 3e in 1.07,9 finale: 5e in 1.07,7 |
| Orlando Cossani                                                | 200m schoolslag (m)   | 14e       | serie 3: 2e in 2.39,6 halve finale 1: 7e in 2.43,1                      |
| Pedro Galvão Marcelo Trabucco Alfredo Yantorno Federico Zwanck | 4x200m vrije slag (m) | 8e        | serie 3: 3e in 8.59,3 finale: 8e in 8.56,9                              |
|                                                                |                       |           |                                                                         |
| Ana María Schultz                                              | 100m vrije slag (v)   | 22e       | serie 6: 3e in 1.10,6                                                   |
| Ana María Schultz                                              | 400m vrije slag (v)   | 7e        | serie 1: 1e in 5.26,1 halve finale 1: 3e in 5.22,0 finale: 7e in 5.24,0 |

Argentinië · Australië · Bahama's · België · Bermuda · Birma · Brazilië · Brits-Guiana · Bulgarije · Canada · Ceylon · Chili · China · Cuba · Denemarken · Duitsland · Egypte · Filipijnen · Finland · Frankrijk · Goudkust · Griekenland · Groot-Brittannië · Guatemala · Hongarije · Hongkong · Ierland · IJsland · India · Indonesië · Iran · Israël · Italië · Jamaica · Japan · Joegoslavië · Libanon · Liechtenstein · Luxemburg · Mexico · Monaco · Nederland · Nederlandse Antillen · Nieuw-Zeeland · Nigeria · Noorwegen · Oostenrijk · Pakistan · Panama · Polen · Portugal · Puerto Rico · Roemenië · Saarland · Singapore ·  Sovjet-Unie · Spanje · Thailand · Trinidad en Tobago · Tsjecho-Slowakije · Turkije · Uruguay · Venezuela · Verenigde Staten · Vietnam · Zuid-Afrika · Zuid-Korea · Zweden · Zwitserland